# Караталово
Карата́лово (рос. Караталово, башк. Ҡаратал) — село у складі Чекмагушівського району Башкортостану, Росія. Входить до складу Юмашевської сільської ради.
Населення — 212 осіб (2010; 225 у 2002).
Національний склад:
- башкири — 56 %
- татари — 42 %